# Ned med Vaabnene!
Ned med Vaabnene! , noto sporadicamente anche con i titoli italiani Giù le armi! e La guerra, è un film del 1915, diretto da Holger-Madsen, basato sul romanzo omonimo del 1899 della premio Nobel per la pace Bertha von Suttner. È considerato uno dei primi film pacifisti.

## Trama
Martha, figlia del conte von Althaus - generale in pensione - e suo marito Arno von Dotzky festeggiano il compleanno del loro figlioletto Rudolf. Una settimana dopo scoppia la guerra, e Arno va al fronte. Dopo un mese Marha apprende della morte del marito.
Passano quattro anni, Martha fa la conoscenza del tenente von Tilling, e dopo un po' di frequentazione, i due si sposano.
Nel salotto del conte von Althaus sono presenti, oltre a Martha, sua sorella Rosa, e von Tilling, anche gli amici di sempre del conte: il dottor Bresser e il ministro Knobelauch. Quando si apprende che è scoppiata una nuova guerra, gli uomini patriotticamente brindano, mentre Martha, comprensibilmente, fracassa la propria coppa per terra. Il telegramma di convocazione per von Tilling arriva lo stesso giorno.
L'azione bellica non dura a lungo, perché si instaura una tregua, si aprono trattative di pace, e von Tilling torna, con la ferma intenzione di ottenere il congedo dall'esercito. Ma è una tregua di breve durata: le trattative falliscono, la guerra continua. Von Tilling è di nuovo al fronte. Scontri, attacchi e contrattacchi, cannoni ed arma bianca, un ospedale da campo bombardato, uomini e cavalli morti disseminati sul campo di battaglia dopo un'esplosione.
Dopo qualche tempo senza aver ricevuto notizie del marito, Martha, refrattaria ai tentativi del padre di dissuaderla, decide di recarsi in prima persona sul luogo degli scontri. Von Tilling non ha dato notizie perché è stato ferito; un carro di fieno viene requisito per portare il tenente alla stazione, dove partirà con gli altri feriti alla volta della capitale. Alla stessa stazione arriva Martha, e, per uno scherzo del destino, utilizza lo stesso carretto dal quale è appena stato prelevato il marito in barella, per farsi accompagnare al lazzaretto locale. Nelle strade schiere di rifugiati, privati della casa dalla guerra, sfilano come fantasmi, lungo i marciapiedi languiscono i feriti in lunghe file, e giacciono i morti di cui nessuno si può occupare. I treni intanto si stipano di feriti, rifugiati, sbandati, ammucchiati negli scompartimenti, nei corridoi, ed ammassati perfino sul tetto dei vagoni.
Martha non ha trovato il marito, ma al ritorno ha la bella notizia di vederselo innanzi, finalmente rimesso, e l'ulteriore buona notizia del progettato prossimo matrimonio di sua sorella Rosa.
Ma con la guerra arrivano le epidemie. Il colera, dai campi di battaglia, si è diffuso, insieme a chi da essi tornava, nelle città e nei luoghi del paese estranei agli scontri. Un giorno una ragazza della servitù del conte viene trovata morta: l'epidemia aveva raggiunto i von Althaus. Rosa stessa si sente male; il dottor Bresser viene convocato, ma, quando arriva, la giovane è già morta.
Il conte von Althaus stesso si occupa di portare la bara della figlia al cimitero - dove molti becchini stanno scavando contemporaneamente un inconsueto numero di fosse – e di vegliare finché non fosse stata sotterrata. Al ritorno incontra il promesso sposo di Rosa, e gli comunica il fatale avvenimento. Quando il conte ritorna viene colto da malore e si accascia su un tavolo. Portato a letto, ha la forza di dire, da vecchio militare qual è: "Hai ragione, Martha. Basta con le armi!" È il dottor Bresser ad abbassare ritualmente le palpebre dell'amico defunto.

## Produzione
Le riprese sono state effettuate in aprile e maggio del 1914.
Bertha von Suttner, che aveva concesso alla Nordisk Film di trarre una sceneggiatura cinematografica dal proprio romanzo – compito affidato al futuro regista di fama mondiale Carl Theodor Dreyer – appare, già visibilmente malata (sarebbe morta il 21 giugno 1914), nel prologo della pellicola.

## Distribuzione
La distribuzione del film, prevista per il settembre 1914 in Austria-Ungheria, ha dovuto essere rimandata in Europa per via dello scoppio della guerra, per cui l'uscita di Ned med Vaabnene! è avvenuta negli Stati uniti (col titolo Lay Down Your Arms) il 17 settembre 1914. Nella Danimarca neutrale il film ha debuttato il 18 settembre 1915 al Paladsteatret di Copenaghen. In Germania il film è uscito (col titolo Die Waffen nieder!) nel febbraio del 1917.